# Бейра-Литорал
Бе́йра-Литора́л (порт. Beira Litoral) — бывшая провинция Португалии, центр — город Коимбра. Провинция формально появилась в результате административной реформы 1936 года и включала большую часть территории провинции Дору, существовавшей в XIX веке. Прекратила существование и исчезла из административного употребления после вступления в силу Конституции Португалии в 1976 году. Тем не менее название провинции ещё употребляется в ежедневном общении в Португалии.

## География
Граничила с севера с Дору-Литорал, на востоке с Бейра-Алта и Бейра-Байша, на юго-востоке с Рибатежу, на юго-западе с Эштремадурой. На западе выходила на Атлантический океан.

## Состав региона
Бейра-Литорал состояла из 33 муниципалитетов, объединённых в четыре округа.
- Округ Авейру: Агеда, Албергария-а-Велья, Анадия, Авейру, Вагуш, Вале-де-Камбра, Ильяву, Меальяда, Муртоза, Оливейра-де-Аземейш, Оливейра-ду-Байру, Овар, Сан-Жуан-да-Мадейра, Север-ду-Вога, Эштаррежа.
- Округ Коимбра: Арганил, Вила-Нова-де-Пойареш, Гойш, Кантаньеде, Коимбра, Кондейша-а-Нова, Лозан, Мира, Миранда-ду-Корву, Монтемор-у-Велью, Пенакова, Пенела, Соре, Фигейра-да-Фош.
- Округ Лейрия: Алвайазере, Ансьян, Баталья, Каштаньейра-де-Пера, Лейрия, Педроган-Гранде, Помбал, Фигейро-душ-Виньюш.
- Округ Сантарен: Оурен.

## Современное состояние
В настоящее время бывшая провинция практически полностью входит в Центральный регион, за исключением трёх муниципалитетов, вошедших в Северный регион, субрегион Энтре-Дору-и-Вога. Это Оливейра-де-Аземейш, Сан-Жуан-да-Мадейра и Вале-де-Камбра. Муниципалитеты, входящие в Центральный регион, разделены между субрегионами Байшу-Воуга , Байшу-Мондегу, Пиньял-Интериор-Норте (практически весь субрегион состоит из муниципалитетов Бейра-Литторал, за исключением трёх), Пиньял-Литорал (также все муниципалитеты, за исключением двух), и Медиу-Тежу.